# نوواحسانوو
نوواحسانوو (انگلیسی: Novoikhsanovo) یک شهرک در شهرستان چکماگوشفسکی استان باشقیرستان کشور روسیه است.